# Krummer Hund (Roman)
Krummer Hund ist ein im Jahre 2021 erschienener Jugendroman von Juliane Pickel. Der Roman ist ihr Debüt und wurde 2022 für den Jugendliteraturpreis nominiert. Zudem wurde er erstmals 2021 auf die Bühne gebracht. Für das Jahr 2025 wurde der Roman in Baden-Württemberg Pflichtlektüre für den Real- und Werkrealschulabschluss.

## Inhalt
Der 15-jährige Daniel kämpft immer wieder mit seinen Emotionen, nachdem seine Mutter und er von seinem Vater verlassen wurden. Dies äußert sich häufig in Wutausbrüchen, da er sich von seiner Mutter nicht verstanden fühlt und sich nicht einmal seinem einzigen Freund Edgar öffnen kann. Hinzu kommen der Tod seines Hundes Ozzy, der die letzte Verbindung zu seinem Vater war, und die neue Beziehung seiner Mutter zu dem Tierarzt, den Daniel für Ozzys Tod verantwortlich macht. Als dann der Bruder von Alina, seiner erklärten Feindin, überfahren wird, tun sie sich zusammen und versuchen, den Mörder zu entlarven. Dabei denkt Daniel, dass  der neue Freund seiner Mutter in den Mord verwickelt ist. Auf dieser Suche lernen sich Daniel und Alina selbst und gegenseitig besser kennen und werden, sehr zum Entsetzen von Edgar, ein Paar. Der Roman verfolgt, wie Daniel mit seiner Wut, den Lügen, in denen er sich verstrickt, und der Angst vor der Aufdeckung der Identität des Mörders umgeht.

## Figuren

### Daniel
Der 15-jährige Daniel Winkler, die Hauptfigur des Romans, lebt mit seiner Mutter allein in einer kleinen Wohnung, seit sein Vater die Familie vor fünf Jahren verlassen hat. Er ist in der Schule eher ein Außenseiter, weil er ständig unkontrollierte Wutausbrüche hat. Während seiner Wutausbrüche kann er sich nicht kontrollieren und beschädigt dabei Gegenstände oder verletzt Personen. Er mag zu Beginn den neuen Liebhaber seiner Mutter nicht, kommt ihm jedoch im Laufe der Handlung immer näher.

### Ozzy
Der mittlerweile krebskranke Hund Daniels war das letzte Geschenk seines Vaters. Daniel liebt ihn sehr. Er muss aufgrund seiner Erkrankung eingeschläfert werden. Es fällt Daniel sehr schwer, diese Tatsache zu akzeptieren und er tut in den weiteren Wochen so, als ob der Vierbeiner noch bei ihm wäre. Ozzy ist schwarz, laut Daniel hässlich und zottelig, und erinnert an Ozzy Osbourne.

### Daniels Mutter
Nachdem sie von ihrem Ehemann verlassen wurde, sucht sie seit Jahren nach einem neuen Partner, aber auch nach einer Vaterfigur für ihren Sohn. Es endet jedoch meist mit kurzlebigen Beziehungen. Sie lernt den Tierarzt kennen, als Daniels kranker Hund eingeschläfert werden muss.

### Daniels Vater
Der Vater kommt nie direkt im Roman vor. Es wird immer in der Rückschau von ihm berichtet oder Daniel stellt ihn sich vor. Dadurch, dass er vor fünf Jahren verschwunden ist, hat Daniel kein genaues Bild von seinem Vater. Die Leserinnen und Leser erfahren nur dann etwas über ihn, wenn Daniel sich beispielsweise vorstellt, dass eine bestimmte Situation vielleicht besser ablaufen würde, wenn sein Vater noch bei ihm wäre.

### Tierarzt Dr. Thomas König (Doc)
Er schläfert gleich im ersten Kapitel den kranken Ozzy ein. Danach geht er mit Daniels Mutter aus. Im Verlauf der Handlung ist er immer öfter bei Daniel zuhause und zieht am Ende sogar bei ihnen ein. Er wird eine Zeit lang von Daniel als Mörder Pascals, des Bruders von Alina, dargestellt, jedoch wird Daniel klar, dass der Doc dazu nicht in der Lage ist.

### Alina von Wildern (Princess Evil)
Rücksichtslos in Bezug auf die Gefühle anderer, ist sie gemein zu Schülern und Lehrern. Daniel und Edgar nennen sie deshalb Princess Evil. Sie schafft in der Schule die Illusion, perfekt und unerreichbar zu sein, jedoch ist sie in ihrem privaten Leben ein gewöhnlicher Teenager.

### Pascal
Der Bruder Alinas sah im Vergleich zu Alinas anscheinender Perfektion etwas merkwürdig aus. Pascal wird nach einer Party angefahren und erliegt kurz darauf seinen Verletzungen. Nach seinem Tod versucht Daniel gemeinsam mit Alina (Princess Evil) herauszufinden, wer ihn angefahren hat.

### Edgar
Dadurch, dass auch Edgar ein Außenseiter ist, sind er und Daniel sehr eng befreundet. Edgars Leidenschaft sind seine außergewöhnlichen Bilder. Er findet Alinas Verhalten ganz und gar nicht in Ordnung und beobachtet sie heimlich. Zu Beginn der Handlung beobachten Edgar und Daniel Alina gemeinsam.

## Auszeichnungen
- Förderpreis für Literatur der Stadt Hamburg 2018
- Peter-Härtling-Preis 2021
- Luchs des Jahres 2021
- Kranichsteiner Jugendliteratur-Stipendium 2022
- Nominiert für den Deutschen Jugendliteraturpreis 2022
- Saarländischer Kinder- und Jugendbuchpreis 2023

## Rezensionen
Die NZZ am Sonntag bezeichnet den Roman als „dramatisch, rau, zärtlich und voller Emotionen“. Der Deutschlandfunk Kultur meint über den Roman, dass die verschiedenen Gefühle eines Jugendlichen, wie „Blackout“, „Zittern“ oder „Liebe“, greifbar nahe sind.

## Ausgabe
- Krummer Hund. Roman. Beltz & Gelberg, Weinheim 2021, ISBN 978-3-407-75875-0.